# Syrská národní armáda
Syrská národní armáda (SNA, arabsky الجيش الوطني السوري‎, al-Džajš al-Waṭaní as-Súrí, anglicky Syrian National Army) byla ozbrojená frakce účastnící se Syrské občanské války, která vznikla na přelomu let 2017 a 2018 v souvislosti s Tureckou invazí do Afrínu. Tvoří ji různé povstalecké skupiny, které vznikly na začátku války v červenci 2011. Byla podporována Tureckem, které jí poskytovalo finanční prostředky, výcvik a vojenskou podporu, a představovala jednu z ozbrojených složek věrných Syrské prozatímní vládě. Po porážce baasistického režimu a převzetí moci přechodnou vládou v roce 2024 došlo k jejímu rozpuštění a integraci do nově vzniklých ozbrojených sil.

## Historie
SNA vznikla ze Svobodné syrské armády (FSA), volné koalice ozbrojených opozičních skupin, která byla založena 29. července 2011 přeběhlíky ze syrské armády. Poté, co Turecko v listopadu 2011 formálně odsoudilo režim Bašára al-Asada, začalo FSA poskytovat zbraně, výcvik a útočiště. Zpočátku se stala hlavním protivníkem režimu Bašára al-Asada, ale postupně byla oslabena vnitřními rozkoly, nedostatkem financí a konkurencí radikálně islamistických frakcí. V srpnu 2016 začalo Turecko sestavovat novou koalici povstaleckých skupin, která zahrnovala mnohé bývalé členy FSA. Cílem bylo vytvořit soudržnější a operativnější opoziční sílu. V rámci operace Štít Eufratu koordinovala turecká vláda se Syrskou prozatímní vládou vznik nové struktury zvané „Národní armáda“ za účelem zajištění tureckých územních zájmů.
Oficiální vyhlášení vzniku Syrské národní armády proběhlo v prosinci 2017 prostřednictvím ministerstva obrany Syrské prozatímní vlády. Původní jádro SNA tvořily frakce FSA působící v provincii Aleppo. Jejím cílem bylo sjednotit roztříštěné opoziční síly pod jednotným velením. V té době čítala přibližně 25 000 bojovníků, převážně Arabů a syrských Turkmenů. Turecko nadále poskytovalo financování, výcvik i vojenskou podporu.
SNA si stanovila za cíl vytvoření „bezpečné zóny“ na severu Sýrie, sjednocení dalších povstaleckých frakcí a boj proti režimním silám i islamistickým skupinám. Turecko nasadilo jednotky SNA i mimo území Sýrie, například v konfliktech v Libyi či na jižním Kavkaze. Působnost SNA se rozšířila v roce 2019 do provincie Idlib během ofenzivy na severozápadě Sýrie. Dne 4. října 2019 byla do jejích struktur začleněna koalice Národní fronta za osvobození. Podle Syrské opoziční koalice v tomto roce tvořilo její jednotky přibližně 80 000 bojovníků rozdělených do sedmi sborů – tří v provincii Aleppo a čtyř v Idlibu. Některé její jednotky provozovaly i výcvikové akademie.
V listopadu 2024 se SNA účastnila spolu s milicemi Tahrír al-Šám rozsáhlé opoziční ofenzívy, které vedly k pádu asadovského režimu v rámci operace Úsvit svobody. Na Konferenci o vítězství syrské revoluce, pořádané dne 29. ledna 2025 prezidentem Ahmadem Šarou, oznámila většina opozičních ozbrojených frakcí, včetně SNA, své rozpuštění a integraci do nově vytvořeného ministerstva obrany přechodné vlády.  Podle informací z června 2025 bylo do ozbrojených sil integrováno 30 000 bývalých příslušníků SNA.